# 沖縄県立八重山病院
沖縄県立八重山病院（おきなわけんりつやえやまびょういん）は、沖縄県石垣市にある県立の医療機関である。

## 概要
八重山医療圏（八重山列島）の地域中核病院であり、沖縄県災害拠点病院の指定を受けている。また、八重山列島の西表島東部・西部、小浜島、波照間島に4か所の付属診療所を有している。
1949年（昭和24年）に10床の八重山民政府立慈善病院として創設。しかし、最初の病院はわずか5か月で焼失してしまった。数度の名称の変更と移転があり、1960年（昭和35年）の新築移転で琉球政府立八重山病院となり、1972年（昭和47年）の沖縄返還で沖縄県立八重山病院となった。1980年（昭和55年）には石垣市大川に移転した。
2013年の平成25年台風第7号で建物の一部が損壊し打撃を受けたため、新病院の建設計画が出された。検討の結果、2013年に閉鎖された旧石垣空港跡地への移転が決定し、新病院は2016年2月3日に着工した。しかし、旧石垣空港は第二次世界大戦中に海軍石垣島南飛行場（通称平得飛行場）として使用された経緯から、工事中に不発弾が相次いで発見されたため、当初予定の2018年3月から遅れ、同年10月1日に開院した。鉄筋コンクリート構造地上5階建てで、敷地面積は約4万平方メートル、延床面積は約2万3200平方メートルと、それぞれ旧病院の1.6倍、1.4倍。病床数は302床で、診療科目には新たに歯科口腔外科が加わった。

## 沿革

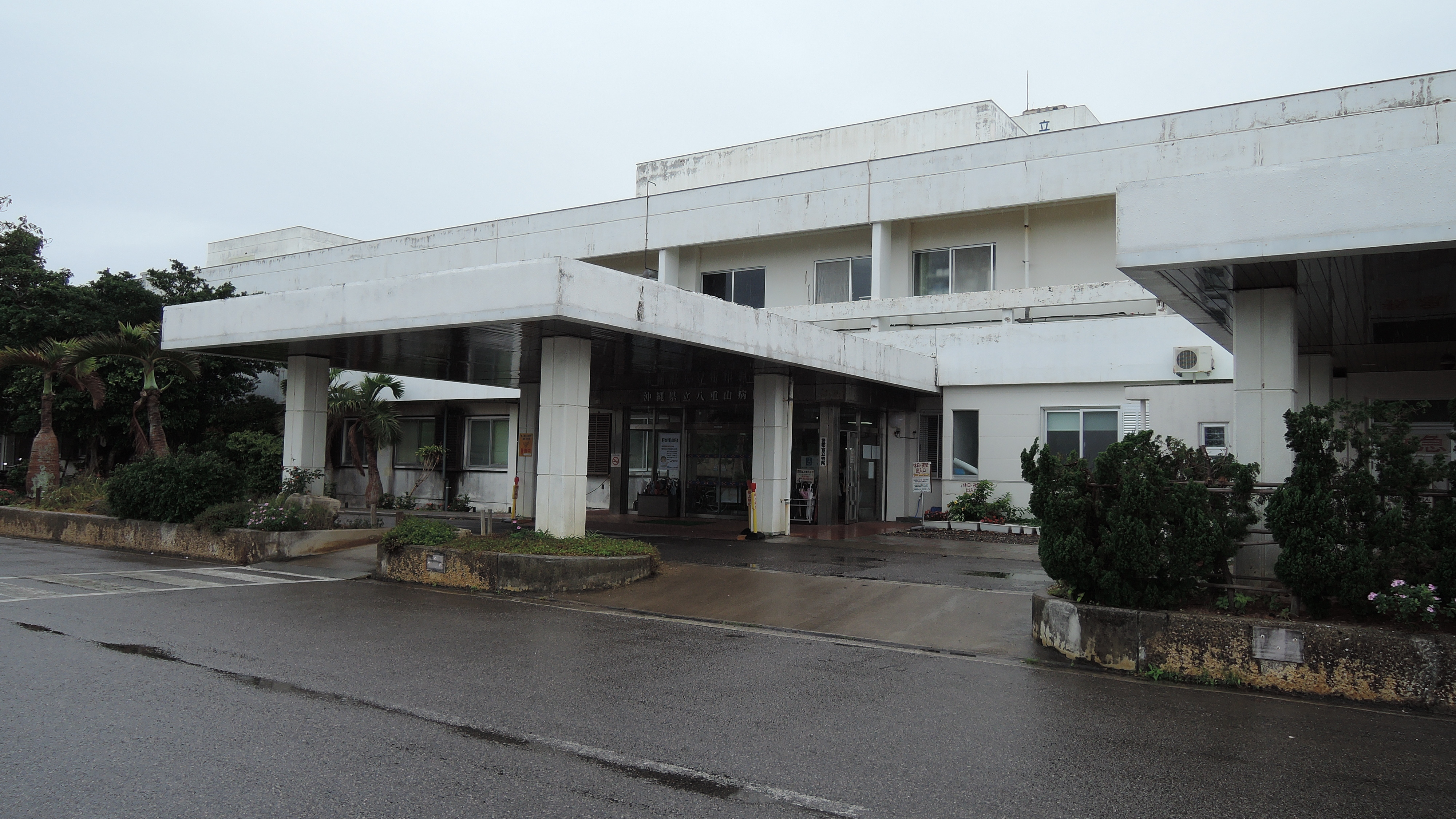
旧沖縄県立八重山病院（石垣市字大川732番地）

- 1949年（昭和24年）7月9日 - 石垣市字大川12番地（現在の八重山郵便局の所在地）に八重山民政府立慈善病院として開設（10床）[12][13]。
- 1950年（昭和25年）6月30日 - 同市字登野城3番地へ移転し、八重山総合病院と改称する（10床）。
- 1951年（昭和26年）4月1日 - 八重山中央診療所となる（10床）。
- 1954年（昭和29年）7月1日 - 八重山診療所となる。
- 1957年（昭和32年）10月17日 - 八重山療養所となる（32床）。
- 1960年（昭和35年）
  - 11月1日 - 同市字真栄里436番地へ移転。
  - 12月23日 - 八重山病院となる（146床）。
- 1980年（昭和55年）4月1日 - 同市字大川732番地に移転し、沖縄県立八重山病院と改称する（116床）。
- 1984年（昭和59年）7月3日 - 救急病院の指定を受ける。
- 1985年（昭和60年）2月1日 - 総合病院の承認を受ける。
- 2018年（平成30年）10月1日 - 現在地に移転[14]。

### 西表西部診療所
西表島西部の祖納に位置する。
- 1966年（昭和41年）
  - 7月1日 - 診療所開設。
  - 8月 - 借家にて診療開始。
- 1967年（昭和42年）2月22日 - 竹富町字西表851番地に診療所新築。
- 1984年（昭和59年）3月31日 - 竹富町字西表694番地に診療所新築。

### 大原診療所
西表島東部の大原に位置する。
- 1961年（昭和36年）
  - 2月7日 - 診療所開設。
  - 2月1日 - 借家にて診療開始。
  - 6月29日 - 竹富町字南風見201番地に診療所新築。
- 1977年（昭和52年）9月1日 - 診療休止。
- 1992年（平成4年）10月1日 - 診療再開。
- 2002年（平成14年）3月29日 - 改築工事竣工。

### 小浜診療所
小浜島に位置する。
- 1960年（昭和35年）
  - 3月29日 - 診療所開設。
  - 7月 - 借家にて診療開始。
- 1962年（昭和37年）6月27日 - 竹富町字小浜2565番地に診療所新築。
- 1974年（昭和49年）10月25日 - 建物老朽化のため竹富町字小浜60番地に診療所を新築。
- 1984年（昭和59年）7月1日 - 診療休止。
- 1990年（平成2年）5月1日 - 診療再開。
- 1995年（平成7年）3月16日 - 診療所新築工事竣工。

### 波照間診療所
波照間島に位置する。
- 1960年（昭和35年）
  - 3月29日 - 診療所開設。
  - 7月 - 借家にて診療開始。
- 1962年（昭和37年）6月29日 - 竹富町字波照間6217番地に診療所新築。
- 1972年（昭和47年）5月15日 - 診療休止。
- 1984年（昭和59年）3月31日 - 老朽化のため建物を撤去。
- 1985年（昭和60年）
  - 4月30日 - 廃止。
  - 5月1日 - 竹富町立診療所（竹富町字波照間6214番地）の建物を借用し県立診療所として開設。
- 1994年（平成6年）3月4日 - 竹富町字波照間2750-1番地に診療所新築。

### 鳩間診療所
休止中。鳩間島に位置していた。
- 1960年（昭和35年）
  - 3月29日 - 診療所開設。
  - 7月 - 借家にて診療開始。
- 1962年（昭和37年）6月29日 - 竹富町字鳩間3番地に診療所新築。
- 1972年（昭和47年）5月15日 - 診療休止。

### 伊原間診療所
2019年（令和元年）に診察終了。石垣島北部の伊原間に位置していた。
- 1961年（昭和36年）2月7日 - 診療所開設。伊原間公衆衛生看護婦駐在所に間借り。
- 1970年（昭和45年）10月23日 - 石垣市伊原間79番地に診療所新築。
- 1972年（昭和47年）5月15日 - 診療休止。
- 1975年（昭和50年）7月16日 - 診療再開。
- 1977年（昭和52年）8月1日 - 診療休止。
- 1986年（昭和61年）2月7日 - 診療再開。
- 2011年（平成23年）4月1日 - 診療休止（巡回診療を実施）。
- 2019年（令和元年）9月11日 - 巡回診療終了[15][16][17][18]。

## 診療科等
- 内科
- 循環器内科
- 呼吸器内科
- 消化器内科
- 小児科
- 外科
- 呼吸器外科
- 消化器外科
- 精神科（こころ科）
- 泌尿器科
- 整形外科
- 産婦人科
- 耳鼻咽喉科
- 皮膚科
- 眼科（休診中）
- リハビリテーション科
- 脳神経外科
- 麻酔科
- 放射線科
- 救急科
- 歯科口腔外科[1][11]

## 医療機関の指定等
- 救急告示医療機関（救急病院指定）
- 災害拠点病院指定
- 保険医療機関
- へき地医療拠点病院指定
- 労災保険指定
- 原子爆弾被害者一般疾病医療取扱医療機関指定
- 助産施設指定
- 精神保健指定医の配置されている医療機関（精神保健法指定）
- 身体障害者福祉法指定医の配置されている医療機関（身体障害者福祉法指定）
- 年金受給者障害検診病院指定
- 更生医療指定
- 第二種感染症指定医療機関
- 臨床研修指定病院（協力型）
- 心神喪失者等医療観察法に基づく指定通院医療機関
- 母体保護法指定
- 応急入院指定病院[1]

## 附属診療所
- 西表西部診療所 - 沖縄県八重山郡竹富町字西表694（西表島西部・祖納）
- 大原診療所 - 沖縄県八重山郡竹富町字南風見201-131（西表島東部・大原）
- 小浜診療所 - 沖縄県八重山郡竹富町小浜30（小浜島）
- 波照間診療所 - 沖縄県八重山郡竹富町字波照間2745（波照間島）

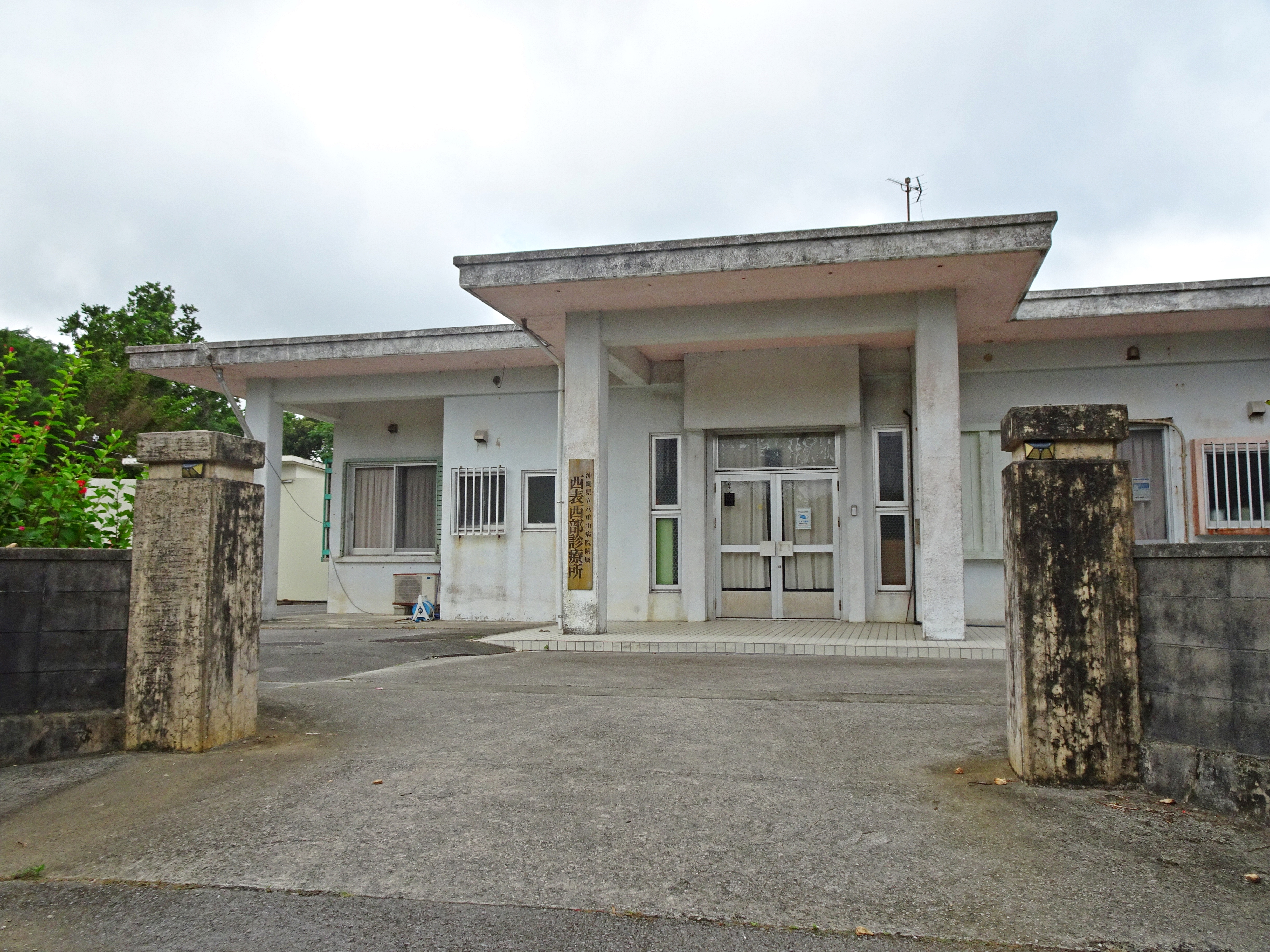
西表西部診療所
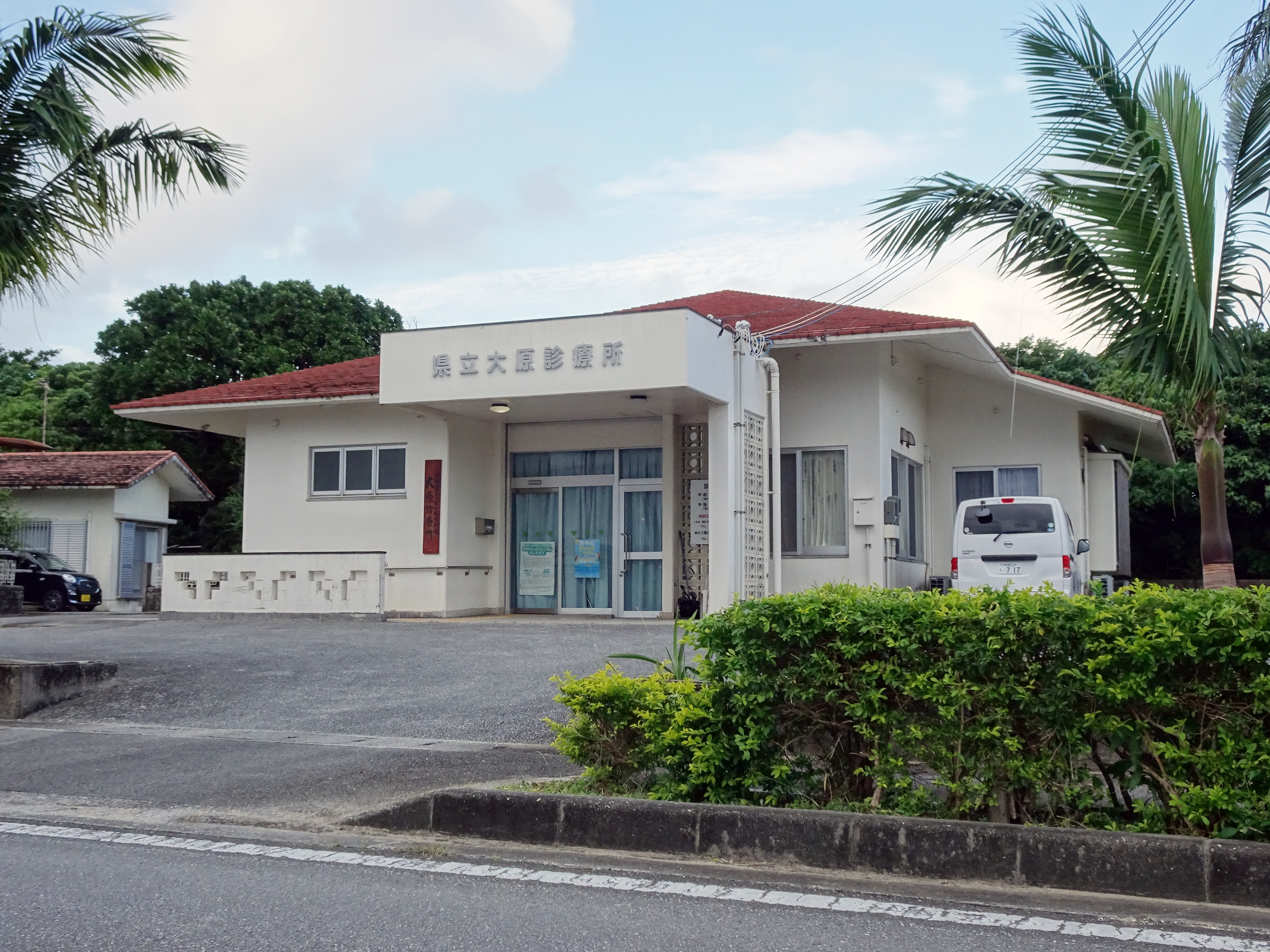
大原診療所

## 交通
- 車 - 石垣港離島ターミナルから約15分、石垣空港から約20分[19]。
- バス - 東運輸が市街地と新病院とを周回する新路線（八重山病院線）を運行している。2018年12月1日から3か月間の試験運行を経て[20][21][22]、その後も運行を継続[23]。2019年9月には、路線が市街地西側の真喜良・新川方面に延長された[24]。

## 近隣の施設
- 石垣市消防本部
- 沖縄県八重山合同庁舎（沖縄県八重山事務所等）[25]
- 八重山保健所[25]
- 石垣島徳洲会病院